# Susanne Georgi
Susanne Jonah-Lynn Georgi, född 27 juli 1976 i Danmark, är en sångerska som bor i Andorra. Georgi startade sin karriär tillsammans med sin syster i duon Me & My som hade flera hits i Europa. De deltog i den danska uttagningen till Eurovision Song Contest 2007 där de slutade på en sjätte plats.
Hon har släppt tre soloalbum, Sweet, Susanne och det senaste albumet Tum Dek Dak. Susanne Georgi har tidigare haft en relation med skådespelaren Mads Koudal.

## Eurovision 2009
Georgi framförde 2009 låten La teva decisió i Andorras uttagning till Eurovision Song Contest. Den vann med 47 % av juryrösterna och 66 % av telefonrösterna. I ESC slutade låten på femtonde plats i semifinal 1 och gick därmed inte vidare till finalen.